# Rocznik ’72
Rocznik ’72 – trzeci solowy album studyjny polskiej piosenkarki i autorki tekstów Patrycji Kosiarkiewicz nagrany po ponad 7-letniej przerwie. Płyta została wydana 28 października 2005 roku przez Pomaton EMI.
Na płycie znajduje się 11 utworów oraz teledysk do singla „Za darmo nic”. Wszystkie teksty na płycie są autorstwa Patrycji.

## Lista utworów
1. "Fair"
2. "Jedynie teraz"
3. "Za darmo nic"
4. "Rocznik ’72"
5. "Nie przepraszaj za wczoraj"
6. "Lady Harriet"
7. "Chusteczka z inicjałem"
8. "Naprawdę wszystko jedno"
9. "Szczęśliwi wczoraj"
10. "F.Y."
11. "Hulamy"
12. "Za darmo nic" (teledysk)

## Single
- Za darmo nic
- Rocznik `72